# Bissen
För andra betydelser, se Bissen (olika betydelser).
Bissen är en ö i Tanums kommuns norra skärgård, Bohuslän, Västra Götalands län. Ön ligger cirka 200 meter nordväst om Resö hamn.
Bissen ligger inom Kosterhavets nationalpark.
Bissen har under historisk tid inte haft någon fast befolkning. Dock finns på flera ställen på ön rester av tidiga tillfälliga övernattningsställen, så kallade tomtningar. 
På klipphällarna mot Resö finns mängder av i berget inslagna järndubbar. Dessa har varit fästen för vadräcken, som använts för torkning av fiskeredskap.
Bissens fyr står även som motiv på den svenska femtiokronorssedelns baksida.

## Etymologi
Det är oklart varifrån ön har fått sitt namn. Det finns två möjliga om dock motstridiga förklaringar. 
Namnet kan komma från bisse i betydelsen överhuvud, anförare, bjässe, storman. Kanske syftande på att ön har varit farlig eller besvärlig för sjöfarande.
Alternativet är biss, som i sammansättningar betyder raka motsatsen mot ovanstående, exempelvis tomtebiss(e) (liten tomte) och tannebisse (liten tand hos småbarn).

## Fyr
På Bissen finns en fyr, en så kallad sektorfyr. Första fyren på Bissen kom på plats år 1884. På den nuvarande platsen har fyren stått sedan 1939. Fyrljuset finns 8,5 m över havsytan i en fyrhutt på ett betongtorn.